# Championnat de Nouvelle-Calédonie de football 2012
Navigation
Édition précédente Édition suivante
La saison 2012 du Championnat de Nouvelle-Calédonie de football est la première édition de la Super Ligue, le championnat de première division en Nouvelle-Calédonie. À compter de cette saison, la compétition change de formule et devient un championnat à poule unique. Elle regroupe les 8 clubs de Grande Terre qui ont disputé la saison 2011, le champion des îles Loyauté (l'AS Qanono) et deux clubs promus de seconde division.
C'est l'AS Magenta qui remporte la compétition cette saison après avoir terminé en tête du classement, avec six points d'avance sur Hienghène Sport et sept sur l'AS Lössi. C'est le septième titre de champion de Nouvelle-Calédonie de l'histoire du club.

## Participants
- AS Magenta
- AS Lössi
- Hienghène Sport
- AS Mont-Dore
- Mouli Sport
- JS Baco - Promu de D2
- Gaïtcha FCN
- AS Tiga Sport - Promu de D2
- AS Kunié
- AS Qanono
- AS Thio Sport

## Compétition

### Classement
Le classement est établi sur le barème de points suivant : victoire à 4 points, match nul à 2, défaite à 1.
| Rang | Équipe          | Pts | J  | G  | N | P  | Bp | Bc | Diff |
| ---- | --------------- | --- | -- | -- | - | -- | -- | -- | ---- |
| 1    | AS Magenta      | 63  | 20 | 13 | 4 | 3  | 42 | 32 | +10  |
| 2    | Hienghène Sport | 57  | 20 | 10 | 7 | 3  | 64 | 32 | +32  |
| 3    | AS LössiC       | 56  | 20 | 11 | 3 | 6  | 60 | 42 | +18  |
| 4    | Gaïtcha FCN     | 52  | 20 | 10 | 2 | 8  | 52 | 33 | +19  |
| 5    | AS Mont-DoreT   | 50  | 20 | 9  | 3 | 8  | 36 | 29 | +7   |
| 6    | AS Qanono -1    | 49  | 20 | 8  | 6 | 6  | 43 | 38 | +5   |
| 7    | AS Thio Sport   | 49  | 20 | 8  | 5 | 7  | 55 | 54 | +1   |
| 8    | AS Kunié -1     | 47  | 20 | 9  | 1 | 10 | 32 | 47 | -15  |
| 9    | AS Tiga SportP  | 42  | 20 | 6  | 4 | 10 | 40 | 49 | -9   |
| 10   | JS BacoP        | 34  | 20 | 4  | 2 | 14 | 49 | 79 | -30  |
| 11   | Mouli Sports -1 | 29  | 20 | 3  | 1 | 16 | 39 | 77 | -38  |

|  | Qualification pour la Ligue des champions de l'OFC 2013-2014        |
|  | Relégation directe en deuxième division                             |
|  | Retrait du championnat en fin de saison                             |
|  | T : Tenant du titre C : Vainqueur de la Coupe de Nouvelle-Calédonie |

## Bilan de la saison
| Championnat de Nouvelle-Calédonie de football 2012 |                       |
| Champion                                           | AS Magenta (7e titre) |
| Coupes et trophées                                 |                       |
| Vainqueur de la Coupe de Nouvelle-Calédonie 2012   | AS Lössi              |
| Qualifications continentales                       |                       |
| Ligue des champions de l'OFC 2013-2014             | AS Magenta            |
| Promotions et relégations                          |                       |
| Promus en Super Ligue                              | AS Grand Nord         |
| Promus en Super Ligue                              | SC Ne Drehu           |
| Promus en Super Ligue                              | AS Wetr               |
| Relégués en Promotion d'Honneur                    | AS Kunié              |
| Relégués en Promotion d'Honneur                    | JS Baco               |
| Relégués en Promotion d'Honneur                    | Mouli Sport           |